# ألفا روميو جوليا سبرينت سبيسيال
ألفا روميو جوليا سبرينت سبيسيال  (بالإنجليزية: Alfa Romeo Giulia Sprint Speciale)‏هي سيارة تم إنتاجها من قبل شركة ألفا روميو للسيارات الإيطالية.

## معرض صور

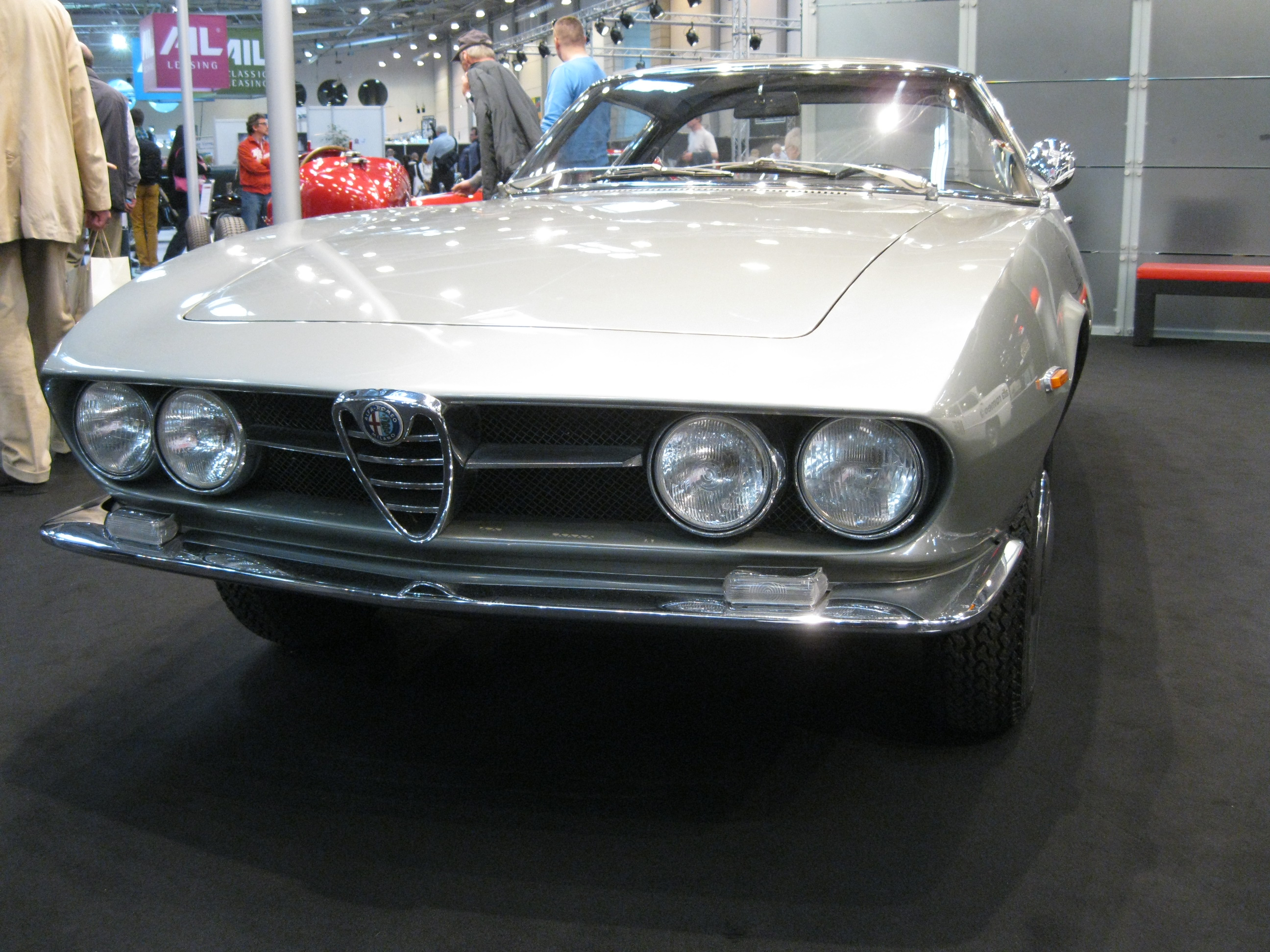
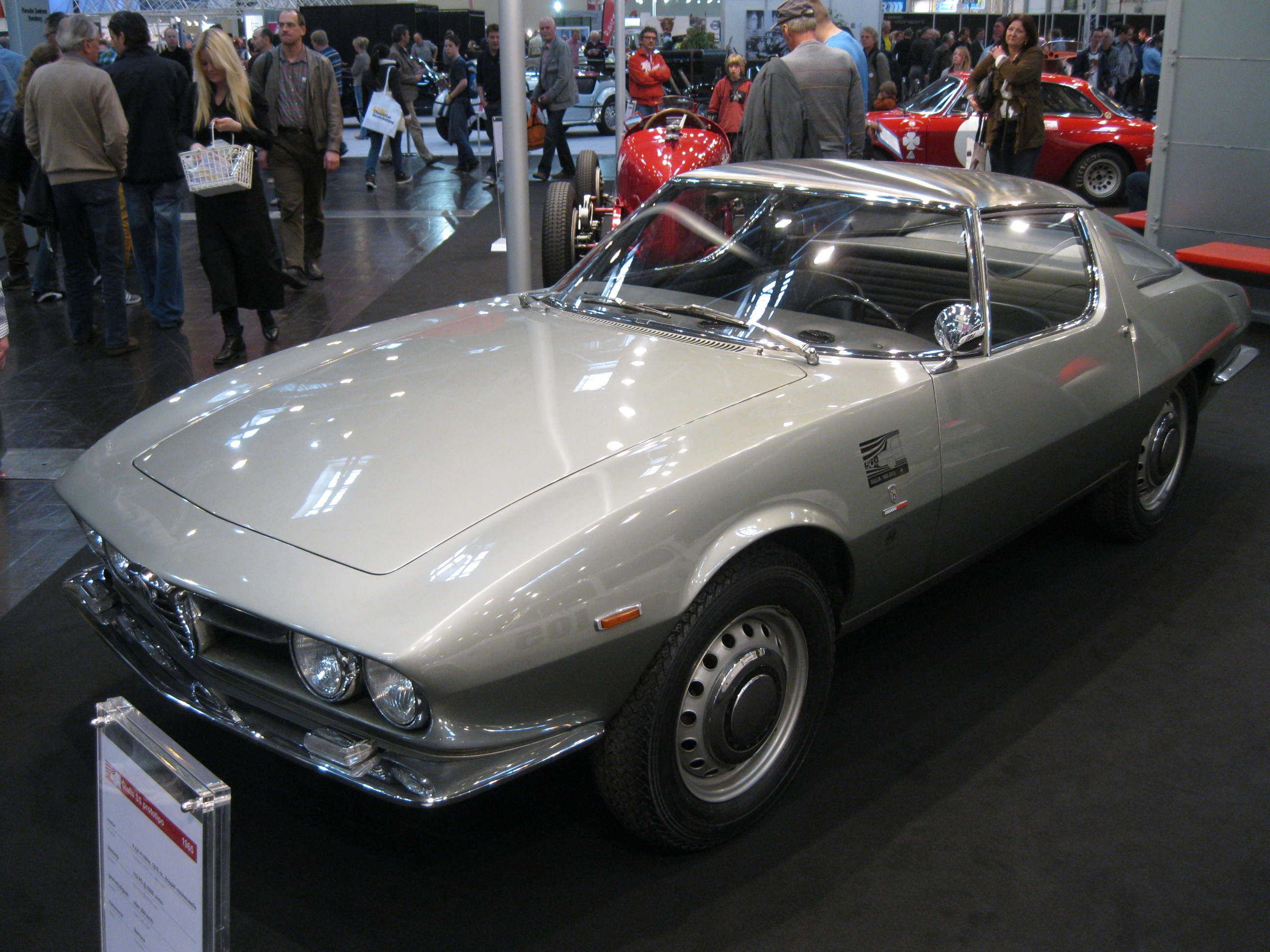
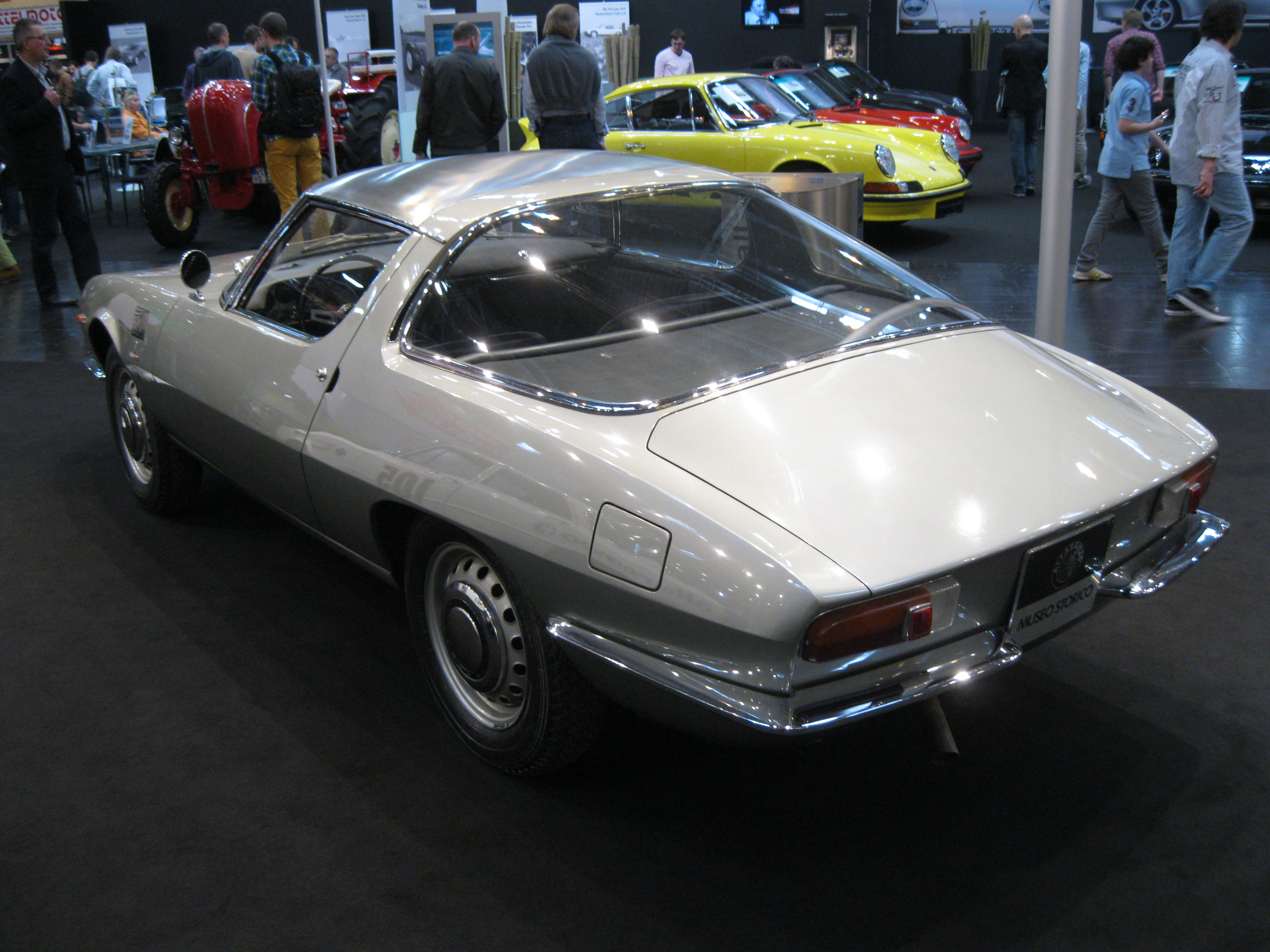